# Åker, Vaggeryds kommun
Åker är kyrkby i Åkers socken i Vaggeryds kommun i Jönköpings län belägen sydväst om Skillingaryd. 
I byn ligger Åkers kyrka.